# Sextourismus

Angebote für Touristen in Pattaya/Thailand

Sextourismus bezeichnet Reisen, die in erster Linie dazu unternommen werden, um sexuelle Kontakte zu den Einheimischen der besuchten Länder aufzunehmen. Da es sich hierbei zumeist um Prostituierte handelt, wird auch häufig der Terminus Prostitutionstourismus gebraucht. Sextourismus im heute zu beobachtenden Ausmaß existiert seit der zweiten Hälfte des 20. Jahrhunderts, bedingt durch den zunehmenden Wohlstand bestimmter Weltregionen (insbesondere Westeuropa, Nordamerika, Japan und bestimmte Staaten der arabischen Welt) und die Möglichkeit, verhältnismäßig billig und schnell in weit entfernte Länder reisen zu können.

## Motive der Sextouristen
Es gibt verschiedene Gruppen von Männern und Frauen, die als „Sextouristen“ verreisen; die Übergänge zwischen den einzelnen Gruppen sind fließend. Ein großer Teil der Sextouristen (Freier) sucht kurze sexuelle Beziehungen für eine Nacht oder wenige Tage; und zwar billiger als in der Heimat.
Ein weiterer Grund für Sextourismus ist in der Rechtslage der Herkunftsländer der Freier zu sehen, die, um Bestrafungen durch die Justiz ihres Heimatlandes zu umgehen, Prostituierte in Ländern aufsuchen, in denen Prostitution legal oder zumindest geduldet ist (z. B. Freier aus den USA im angrenzenden Mexiko oder in Brasilien, Freier aus Schweden in europäischen Ländern, insbesondere im Baltikum), vgl. auch Prostitution nach Ländern.

### Sextouristinnen
Im Verhältnis zur Zahl der männlichen Sextouristen ist jene der Frauen geringer.
Da es in kaum einer der Destinationen männliche Pendants zu „Bardamen“ oder Straßenprostituierten gibt, ist auch die Grenze mitunter schwer auszumachen zwischen sich prostituierenden Männern und solchen, die eine sexuelle Beziehung zu Urlauberinnen als eine Art Sport ansehen, da Sex mit einheimischen Frauen und Mädchen außerhalb fester Beziehungen für sie oft kaum möglich ist. Zudem neigen Frauen eher als Männer dazu, ihre Urlaubsbeziehungen geheim zu halten oder sie nach außen als „Beziehung“ mit echten Gefühlen darzustellen. Auch suchen sie häufiger als Männer „passende“ Partner in Bezug auf das Alter und Aussehen. Die Bezahlung erfolgt in der Regel nicht so direkt wie bei männlichen Sextouristen üblich. Die Bezahlung wird von den Sextouristinnen aber nicht als Bezahlung, sondern als Hilfe verstanden.
In Südostasien zeigte sich 2013 wie in Thailand ein Trend, der auf weibliche Sextouristen ausgelegt ist, und so gibt es in Bangkok immer mehr Clubs, in denen Frauen Sex gegen Geld bekommen können. Dies gilt auch für gleichgeschlechtlichen Sex.
Man findet in den Zentren des Prostitutionstourismus jedoch auch ältere Frauen aus den Wohlstandsländern mit (sehr) jungen Männern aus den Urlaubsländern.
Seit den 1970er Jahren ist zu beobachten, dass Frauen zum Zweck des Prostitutionstourismus nach Jamaika, später auch nach Thailand, Indonesien (Prostitution dort ab 2026 verboten), dann Kenia, Gambia, Tunesien, Ägypten und die Türkei reisten. Für die Männer, die dort in der Grauzone zwischen Fremdenführer und Sexarbeit tätig sind, hat sich der Begriff des Bumsters etabliert.
Gisela Wuttke schreibt in Kinderprostitution, Kinderpornographie, Tourismus. Eine Bestandsaufnahme (siehe Literatur): „Im Hinblick auf das Geschlecht lässt sich sagen, dass der Prostitutionstourismus eine überwiegend männliche Domäne ist. […] Insgesamt kann man aber wohl feststellen, dass der weibliche Prostitutionstourismus in den Medien eine (im Vergleich zum realen Stellenwert) eher überproportionale Beachtung gefunden hat.“

## Herkunftsländer und Reiseziele
Ein Merkmal des Prostitutionstourismus ist, dass die Kunden überwiegend aus relativ wohlhabenden Ländern kommen, vor allem aus Nordamerika und Westeuropa sowie Australien. Die südostasiatischen Orte werden zudem auch von Männern aus der Volksrepublik China, Malaysia und Japan besucht.
Häufigste Reiseziele für männliche Prostitutionstouristen sind
- Europa: Deutschland, Bulgarien und Rumänien
- Asien: Thailand, Vietnam und die Philippinen
- Karibik:  Kuba und die Dominikanische Republik
- Südamerika: Brasilien
- Afrika: Kenia, Gambia

Seit dem Fall des Eisernen Vorhangs entwickelten sich auch die grenznahen Gebiete Tschechiens und Ungarns zum Ziel prostitutionstouristischer Kurzbesuche vor allem deutscher und österreichischer Männer.
Frauen aus den wohlhabenden Ländern suchen am häufigsten Kenia und die arabischen Länder am Mittelmeer (Marokko, Tunesien, Ägypten) auf; in den letzten Jahren auch zunehmend die Badeorte am Roten Meer in Ägypten sowie Jamaika.
Das primäre verbindende Merkmal der Reiseziele ist die ökonomische Situation der einheimischen Menschen. Der Prostitutionstourismus lebt von den niedrigeren Preis- und Lohnniveaus in den bereisten Ländern. Die Arbeitskraft wird in diesen Ländern im Allgemeinen weit geringer vergütet als in den Herkunftsländern der (Sex-)Touristen. Auch sexuelle Dienstleistungen werden meist zu sehr viel niedrigeren Preisen angeboten. Da gerade für die Frauen dieser Länder meist wenig finanziell attraktive Arbeitsmöglichkeiten bestehen, bietet die Arbeit als Prostituierte oft deutlich bessere Verdienstmöglichkeiten als andere Berufe.
Die Biografien der Prostituierten in den außereuropäischen Sextourismus-Destinationen ähneln sich häufig: Schulbildung ist nicht oder kaum gegeben. Häufig betrifft es Menschen, die in Notsituationen geraten sind, beispielsweise alleinerziehende Frauen und/oder für ein krankes Familienmitglied zu sorgen haben. Neben der Notwendigkeit zur Bestreitung des Lebensunterhalts kann auch der Aspekt sein, den eigenen Kindern eine bessere Ausbildung außerhalb des Rotlichtmilieus ermöglichen zu können. In der Tat kann in vielen dieser Länder (siehe auch Schwellenländer) allein durch Arbeit in der Fabrik, deren Lohn manchmal nur umgerechnet ein bis drei Euro am Tag beträgt, weder eine ordentliche Schulbildung noch eine angemessene ärztliche Behandlung finanziert werden.

### Südostasien
Eine erste Welle von „Sextouristen“ in Südostasien bildeten die US-amerikanischen Soldaten, die im Zuge des Vietnamkrieges ihre Urlaubszeiten  „Rest and Recreation Area“ (R&R) an den Stränden Thailands, vor allem Pattayas, und der Philippinen verbrachten, wo Prostituierte ihrer Zerstreuung dienen sollten.
Ab den 1980er Jahren wurden die Länder der Region, allen voran wiederum Thailand und die Philippinen, wegen der günstigen Flüge und der politischen und wirtschaftlichen Stabilität zu immer beliebteren Fernreisezielen für Touristen aus Nordamerika und Europa sowie Australien. Mit den gewöhnlichen Touristen kamen bald auch die Sextouristen, angezogen durch die vergleichsweise günstig verfügbaren „exotischen“ sexuell ausnutzbaren, zum Teil noch kindlichen Armutsprostituierten.
Zu Zentren des Sextourismus in Thailand entwickelten sich insbesondere Pattaya, daneben auch Bangkok (Patpong), Chiang Mai und die Insel Phuket. Speziell in Thailand ist der Anteil der Touristen an der Gesamtzahl der Kunden der Prostituierten allerdings relativ gering. Etwa 4,6 Millionen männliche Thais besuchen jährlich die nach Schätzungen mindestens 1,5 Millionen Prostituierten. Die größte Gruppe ausländischer Männer sind Malaysier mit ca. einer Million; diese besuchen besonders die Bordelle im Süden Thailands wie in Hat Yai oder direkt hinter der Landesgrenze, da diese schnell mit dem Auto oder Eisenbahn erreichbar sind. Unter den fernreisenden Sextouristen stellen US-Amerikaner die größte Gruppe, gefolgt von Briten und Deutschen.
Obwohl gesetzlich verboten, ist die Prostitution in Thailand ein profitabler Wirtschaftszweig: die „Rotlicht“-Branche weist einen Umsatz von jährlich rund 27 Milliarden Dollar auf und erwirtschaftet laut Schätzung der UN-Arbeitsorganisation ILO etwa 14 % des BIP (Stand 2015). Etwa 28 % der Einkommen in Nordthailand stammen von Frauen, die in den Städten und touristischen Zentren als Prostituierte arbeiten. Zwar versucht die thailändische Regierung seit einigen Jahren, den Ruf des Landes im Tourismus zu verbessern und gegen die (gesetzlich verbotene) Prostitution vorzugehen. Aber aus dem Umstand, dass mit Prostitution nicht nur verhältnismäßig viel Geld zu verdienen ist, sondern auch, dass Polizei und Beamtenschaft in die Geschäfte involviert sind und davon profitieren, sind offizielle Versuche, sie zurückzudrängen, nicht von Erfolg gekrönt.
Die Zahl der Frauen in der Prostitution auf den Philippinen wird auf etwa 500.000 geschätzt. Der Anteil der Kinder und Jugendlichen ist höher als in anderen Ländern, die von Sextouristen besucht werden.
Auch in Kambodscha nimmt seit dem Ende des Bürgerkriegs in den späten 1990er Jahren der Sextourismus überproportional und kontinuierlich zu. Missbrauch und Prostitution von Kindern steigt hier besonders an, nachdem Thailand die Gesetze und Kontrollen gegen Kinderprostitution verschärft hat und die (pädophilen) Freier auf das ärmere Nachbarland ausweichen.
Schon in der Zeit, als das Land in den frühen 1990er Jahren von der UNO verwaltet wurde, fand das Geschäft mit der Prostitution erstmals weitere Verbreitung. Viele UNO-Soldaten waren damals Kunden der neu entstandenen Bars und Bordelle. Heute blüht in Kambodscha nicht nur der Tourismus, der vor allem von den Kulturdenkmälern in Angkor angezogen wird, sondern auch die Prostitution in Phnom Penh und den Touristenzentren der Südküste.

### Karibik
Die Dominikanische Republik, Kuba, Jamaika und andere Inseln der Karibik sind nicht nur für „gewöhnliche“ Pauschaltouristen immer beliebter werdende Reiseziele. Wie in allen bisher genannten Ländern drängt auch hier die trostlose wirtschaftliche Situation Mädchen, Frauen aber auch Männer in die Prostitution. Eine steigende Zahl von Kindern werden gezwungen, sich von ausländischen Gästen missbrauchen zu lassen. Die Strafverfolgung dieser Delikte hat zugenommen.
Die Arbeitslosigkeit der Frauen in den Städten der Dominikanischen Republik ist höher als jene der Männer. Außerdem kümmern sich viele Männer, wenn sie sich von ihren Frauen trennen, finanziell nicht mehr um ihre Kinder; Unterhaltszahlungen sind für alleinstehende Mütter in der Praxis nur schwer durchzusetzen. Berufe im Dienstleistungssektor (z. B. Service- oder Reinigungspersonal in den Hotelanlagen) werden meist so schlecht bezahlt, dass ein Überleben für die Frauen und ihre Familien damit kaum zu finanzieren ist. Häufig sind es auch Frauen aus dem noch viel ärmeren Nachbarstaat Haiti, die als Prostituierte arbeiten.

### Afrika
Bevorzugte Reiseziele von Sextouristen in Afrika sind vor allem Kenia, Gambia, Madagaskar und Malawi. Wie in den schon früher touristisch erschlossenen Ländern Südostasiens und der Karibik, folgten dem allgemeinen Tourismus bald auch hier die Prostitutionstouristen. Die Voraussetzungen waren und sind dieselben: Armut, Mangel an beruflichen Perspektiven und Arbeitslosigkeit. Für die Sextouristen aus den wohlhabenden Ländern Nordamerikas und Europas sind die sexuellen Dienstleistungen günstig und leicht zu bekommen, für die Prostituierten manchmal der scheinbar einzige Ausweg. Gefährlich ist der Sextourismus allerdings in einigen Ländern des südlichen Afrikas (z. B. Südafrika, Namibia, Simbabwe): Dort herrschen die höchsten HIV-Infiziertenraten der Welt.

### Deutschland
Deutschland ist europaweit ein beliebtes Ziel für Sextouristen. Dies hänge vor allem mit den freizügigen Prostitutionsgesetzen zusammen. Vor allem aus Frankreich und den skandinavischen Ländern kommen viele Touristen nach Deutschland, da in ihrer Heimat die Prostitution verboten ist. Besonders bekannt dafür ist Saarbrücken, wo es eine der höchsten Prostituiertendichten Deutschlands gibt. Grund ist die Grenznähe zu Frankreich.

## HIV
Ungeschützter Geschlechtsverkehr, der für manche Sextouristen ein Grund für die Reise ist, trug und trägt immer noch zur weltweiten Weiterverbreitung des HI-Virus bei. Deutlich wurde das am Beispiel Kambodscha. Das Land war durch das Regime der Roten Khmer und den später folgenden Bürgerkrieg seit den 1970er Jahren praktisch von der Außenwelt abgeschnitten. HIV und AIDS waren weitgehend unbekannt. Ins Land gebracht wurde die Krankheit erst mit den UN-Soldaten, zu deren Unterhaltung auch neu eingerichtete Bordelle dienten. Zu Beginn der 2000er Jahre hatte Kambodscha eine der höchsten Infektionsraten weltweit. Die Ausbreitung der Krankheit wird auch dadurch begünstigt, dass eine enorme Nachfrage an bezahlten sexuellen Diensten bei den einheimischen jungen Männern besteht.

## Kinderprostitution
Neben der Prostitution Erwachsener ist die Kinderprostitution eine besondere Ausprägung des Sextourismus. Schätzungen der UNICEF zufolge sind weltweit ca. 3 bis 4,6 Millionen Jugendliche (unter 18 Jahren) und Kinder zur Prostitution gezwungen. Die ILO schätzt die Zahl der betroffenen Sechs- bis Vierzehnjährigen weltweit auf mindestens 1 Million. Besonders hoch ist die Anzahl minderjähriger Anschaffender oder sexuell ausgebeuteter Kinder auf den Philippinen. Pädophile sehen im Sextourismus eine Chance, ihre pathologische Neigung vermeintlich frei von der Gefahr einer Strafverfolgung, weit weg von den heimischen Behörden, auszuüben. Die Opfer stammen meist aus armen ländlichen Regionen. Die Mädchen in den thailändischen Clubs stammen beispielsweise oft aus den nördlichen Landesteilen („Bergvölker“), Myanmar oder der chinesischen Provinz Yunnan und werden von ihren Familien an Bordelle und Agenturen verkauft.
In vielen Ländern bestehen Gesetze, die eine Strafverfolgung auch dann ermöglichen, wenn der sexuelle Missbrauch von Kindern oder sexuelle Missbrauch von Jugendlichen im Ausland stattfand; selbst dann, wenn die Tat am Tatort wegen eines dort niedrigeren Schutzalters nicht strafbar ist (in Deutschland seit 1993 § 5 Nr. 8 StGB-D, in der Schweiz Art. 5 StGB-CH, in Österreich § 64 Ziffer 4a StGB-Ö, in Liechtenstein § 64 Ziffer 4a StGB-LI; vgl. auch Artikel 44 der Istanbul-Konvention). Dies ermöglicht Hilfsorganisationen, Hinweisen auf ausländische Sextouristen zum Zweck eines Aufspürens und Inhaftierens der Täter nachzugehen. Die Zahl der wegen Kindesmissbrauchs teils jahrzehntelang einsitzenden Sextouristen nimmt seit dem Ende der 1990er Jahre auch deshalb deutlich zu, wobei die Gefahr von falschen Verdächtigungen ebenfalls gegeben ist.

## Soziologie und Ethnografie des Sextourismus
Der israelische Soziologe Erik Cohen untersuchte als Erster die soziale Struktur des Sextourismus, insbesondere in Thailand. Im Gegensatz zur Prostitution in westlichen Gesellschaften folge die touristenorientierte Prostitution in Thailand anderen Spielregeln, da sie nicht vollständig „professionalisiert“ sei. Die Übergänge zwischen unbezahlter sexueller Interaktion und Prostitution seien fließend. Daher sei als nicht seltenes Phänomen „open-ended prostitution“ zu beobachten – ein Terminus, mit dem Cohen den Sachverhalt bezeichnet, dass ursprünglich prostitutive Kontakte in reale Liebesbeziehungen übergehen. Häufig indes seien die Beziehungen zwischen Thailänderinnen und westlichen Touristen, die mitunter durch Briefkontakte oder über das Internet lange Zeit über den direkten Kontakt hinaus verlängert werden, gekennzeichnet von finanziellen Interessen auf Seiten der Frauen und romantisierend-exotistischen Sehnsüchten auf Seiten der Männer. Weiterhin kämen die Kontakte überwiegend nicht in Bordellen zustande, sondern eher in Lokalen und Gogo-Bars – ein weiteres Charakteristikum der unvollständigen Professionalisierung. Die in Thailand tätige Soziologin Heidi Hoefinger prägte für diese spezielle Gruppe südostasiatischer weiblicher Prostituierter den englischen Ausdruck professional girlfriend („Berufsfreundin“) in ihrer Studie Sex, Love and Money in Cambodia (Routledge, 2013).

## Trivia
Charterflugzeuge, die für häufigen Sextourismus bekannte Reiseziele anfliegen, werden als „Bumsbomber“ bezeichnet.

### Studien
- ECPAT Deutschland e. V.: Viele Fälle, wenig Verurteilungen? Sexuelle Ausbeutung von Kindern im Ausland durch deutsche TäterInnen. Recherchen in Deutschland, Kambodscha und Vietnam. Freiburg, Juli 2016

### Sachbücher und Zeitschriftenartikel
- Heidi Hoefinger: Sex, Love and Money in Cambodia: Professional Girlfriends and Transactional Relationship. Routledge 2013, ISBN 978-0-415-62934-8.
- Erik Cohen: Thai tourism: hill tribes, islands and open-ended prostitution. White Lotus Press, Bangkok 2001, ISBN 974-8496-67-8.
- Astrid Becker (Redaktion): Strategien gegen Prostitutionstourismus und internationalen Frauenhandel. Friedrich-Ebert-Stiftung, Bonn 1994, ISBN 3-86077-175-2. (online)
- Dieter Kleiber, Martin Wilke: Aids, Sex und Tourismus (= Schriftenreihe des Bundesministeriums für Gesundheit. Band 33). Nomos, Baden-Baden 1995.
- Lon: Ich war erst 13: Die wahre Geschichte von Lon. Schwarzkopf & Schwarzkopf, Berlin 2007, ISBN 978-3-89602-798-6.
- Ron OGrady: Gebrochene Rosen. Kinderprostitution und Tourismus in Asien. J. Horlemann Verlag, Unkel 1998, ISBN 3-927905-51-8.
- Andrea Rothe: Männer, Prostitution, Tourismus. Westfälisches Dampfboot, 1997, ISBN 3-89691-408-1.
- Gisela Wuttke: Kinderprostitution, Kinderpornographie, Tourismus. Eine Bestandsaufnahme. Mit einem Nachwort von Christa Dammermann. LAMUV, 1998, ISBN 3-88977-531-4.
- Sabine Minninger: Tränen heilen die Wunden nicht. Kinderprostitution im Tourismus. EED, 2004.
- Conrad Stark: Liebe Schnaps Tod. Wahre Geschichten von der thailändischen Insel Phuket. Conrad Stein Verlag, 2001, ISBN 3-89392-511-2.
- Gisela Wuttke: Vom Sextourismus zur Kinderpornografie. In: Aus Politik und Zeitgeschichte. 50. Jahrgang, Nr. 17–18, 2000. (online)
- Jürg von Ins: Zeig mir deinen Speer. In: Weltwoche. Nr. 18, 2002. online (Memento vom 26. Mai 2007 im Internet Archive)
- Jacqueline Sanchez Taylor: Female sex tourism: a contradiction in terms? In: Feminist Review. Nr. 83: Sexual Moralities. 2006, S. 42–59. JSTOR:3874382
- Jacqueline Sánchez Taylor: Dollars are a Girls’ Best Friend? Female Tourists’ Sexual Behaviour in the Caribbean. In: Sociology. Band 35, Nr. 3, S. 749–764. (online)
- Ekkehard Launer (Hrsg.): Sextourismus. Göttingen 1997.
- Susanne Lipka: Das käufliche Glück in Südostasien. Heiratshandel und Sextourismus. Münster 1989.

### Belletristik
- Michel Houellebecq: Plattform. deutsch von Uli Wittmann. rororo, 2004, ISBN 3-499-23395-9.
- Miriam Kwalanda, Birgit Theresa Koch: Die Farbe meines Gesichts. Lebensreise einer kenianischen Frau. Droemer Knaur, 2000, ISBN 3-426-61683-1.
- Alexander J. Gentgen: Nie wieder Bethlehem. BOD, 2006, ISBN 3-8334-6451-8. (Grotesker Roman aus dem Sextouristen-Milieu)
- Paulo Coelho: Elf Minuten. Diogenes, Zürich 2005, ISBN 3-257-23444-9. (Die Lebensgeschichte einer brasilianischen Prostituierten)

### Filme
- In den Süden (Originaltitel: Vers le sud) Französisch-kanadisches Filmdrama aus dem Jahr 2005
- This Is Love – Filmdrama um die Befreiung eines asiatischen Mädchens aus der Prostitution von Matthias Glasner aus dem Jahr 2009
- Human Trafficking – Menschenhandel US-Kanadischer Zweiteiler über Menschenhandel mit Frauen aus Tschechien und der Ukraine sowie Kinderprostitution auf den Philippinen.
- Paradies: Liebe, österreichischer Film von Ulrich Seidl über eine Sextouristin in Kenia, 2012
- Ladybar 1 (dt. Titel: Schenke in Thailand keine Blumen), französische Dramakomödie von Xavier Durringer über Sextouristen in Thailand, 2006